# 王星楡
王星楡（？—？），安徽合肥人，清朝政治人物。
嘉慶二十四年，登進士。嘉庆二十五年（1820年）至道光二年（1822年），擔任利川知县。